# Deineches
Deineches là một chi ruồi trong họ Syrphidae.